# Psittacanthus pinicola
Psittacanthus pinicola är en tvåhjärtbladig växtart som beskrevs av J. Kuijt. Psittacanthus pinicola ingår i släktet Psittacanthus och familjen Loranthaceae. Inga underarter finns listade i Catalogue of Life.